# Jonathan Tabu
Beye Jonathan Tabu Eboma (Kinshasa, 7 ottobre 1985) è un ex cestista della Repubblica Democratica del Congo con cittadinanza belga, che gioca come playmaker.

## Biografia
Ha un fratello maggiore Veron Tabu anch'egli cestista.

## Carriera
Jonathan Tabu esordisce in prima squadra nel 2004 con la canotta dello Spirou Charleroi, squadra del campionato belga di pallacanestro, con cui colleziona 150 presenze, 3 titoli di campione belga, una coppa nazionale, una finale di coppa nazionale ed una finale di supercoppa nazionale. Sempre con lo Spirou Charleroi disputa due ULEB Eurocup (2005-06, 2007-08) e due Eurocup (2008-09, 2009-10).
Dall'estate del 2010 gioca nella Serie A italiana indossando la maglia della Pall. Cantù.
Nell'estate del 2011 viene mandato in prestito per un anno alla Vanoli Cremona, al termine del quale ritorna a Cantù.
Il 13 luglio 2013 firma un contratto annuale in Spagna con il Saragozza.
Il 4 agosto 2014 firma in Germania all'Alba Berlino.
Il 28 aprile 2015 viene ingaggiato dall'Olimpia Milano.
Finita l'esperienza milanese torna a giocare in Spagna, infatti il 28 luglio firma per il Fuenlabrada.
La stagione successiva rimane sempre in ACB firmando un triennale con il Bilbao Berri.

## Palmarès
- Campionato belga: 3

Spirou Charleroi: 2007-08, 2008-09, 2009-10
- Coppa del Belgio: 2

Spirou Charleroi: 2009
Limburg: 2022
- Supercoppa italiana: 1

Pall. Cantù: 2012
- Supercoppa tedesca: 1

Alba Berlino: 2014